# Speenkruidroest
De speenkruidroest (Uromyces ficariae) is een schimmel in de familie Pucciniaceae. Hij komt voor op het gewoon speenkruid (Ficaria verna). Hij vormt donkerbruine vlekjes met name op de onderkant van de bladeren. Deze roest wisselt niet van waardplant. Hij komt voor in de lente en aan het begin van de zomer.

## Kenmerken
Aecia
De aecia hebben aeciosporen met een wrattig oppervlak. De aeciosporen zijn 18-22 × 15-20 µm groot.
Uredinia
De breed ellipsvormige tot eivormige, kleurloze tot lichtgele urediniosporen zijn 21-26 (-29) × 19-23 µm groot en hebben een wand met een dikte van 1,5-2 µm. Deze zijn fijnstekelig zonder apicale papil. Ze hebben 2-3 kiemporen.
Telia
De  0,5-1 mm grote telia zijn chocoladebruin, poederig en kunnen aan beide zijde van het blad voorkomen. De middenbruine teliosporen zijn eencellig, glad aan de top met een papil. De teliosporen zijn 24-34 (-40) × (13-) 17-21 µm groot en hebben een wand van 2-3 µm. De steel is vrij lang en is afbrekend. Tussen de teliosporen worden ook enkele urediniosporen gevormd. De teliosporen overwinteren en kiemen in de daaropvolgende lente waarna ze basidia met basidiosporen produceren, die weer nieuwe planten kunnen infecteren.

## Vergelijkbare soorten
In het aecium stadium zijn de boterbloem-grassenroest (Uromyces dactylidis) en de speenkruidroest (Uromyces ficariae) niet van elkaar te onderscheiden.

## Verspreiding
De speenkruidroest is wijdverbreid in Europa. Hij is ook aanwezig in Armenië, Azerbeidzjan, Georgië en Iran. In Nederland komt hij matig algemeen voor.

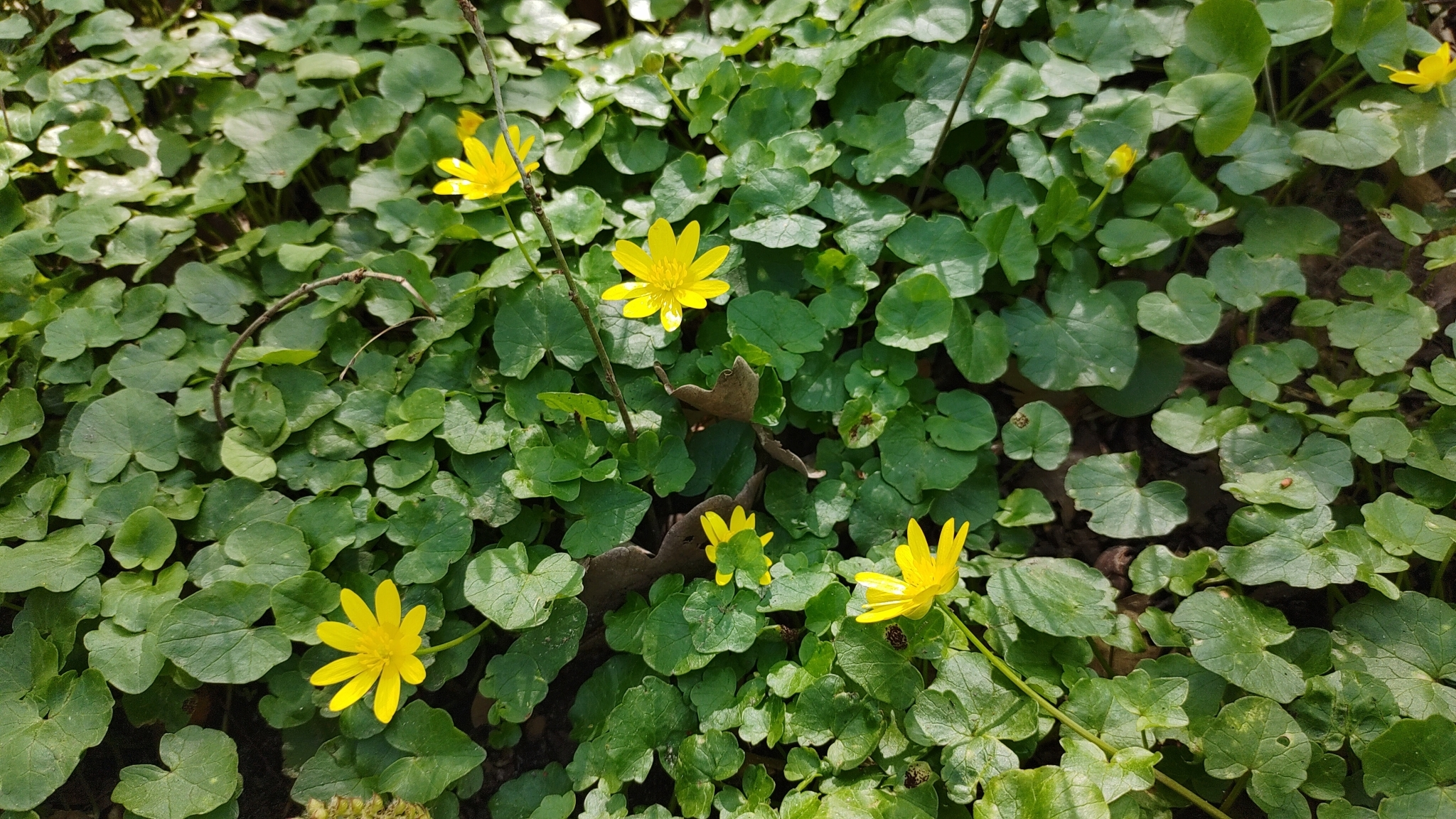
Planten
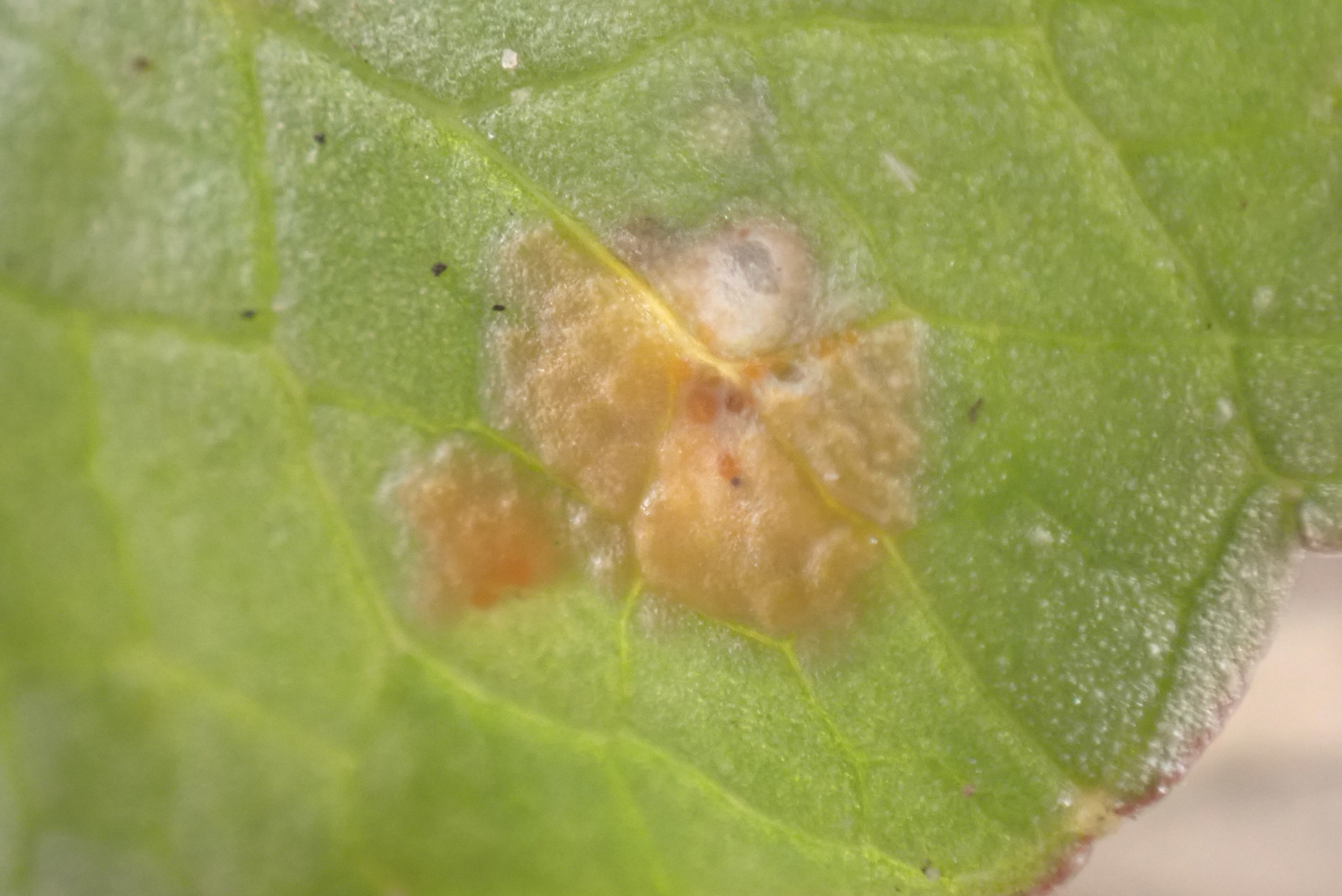
Spermogonium?
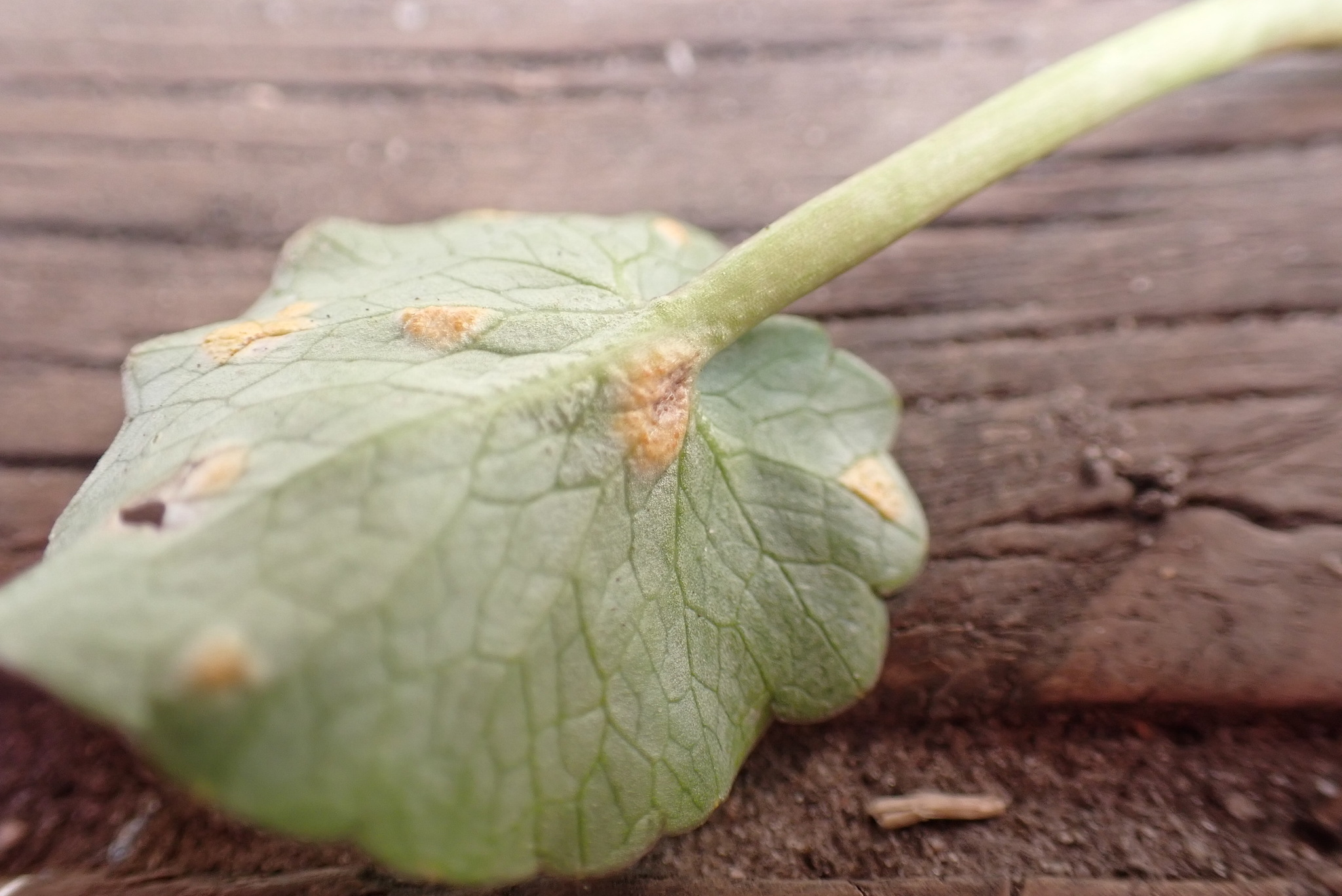
Spermogonium?
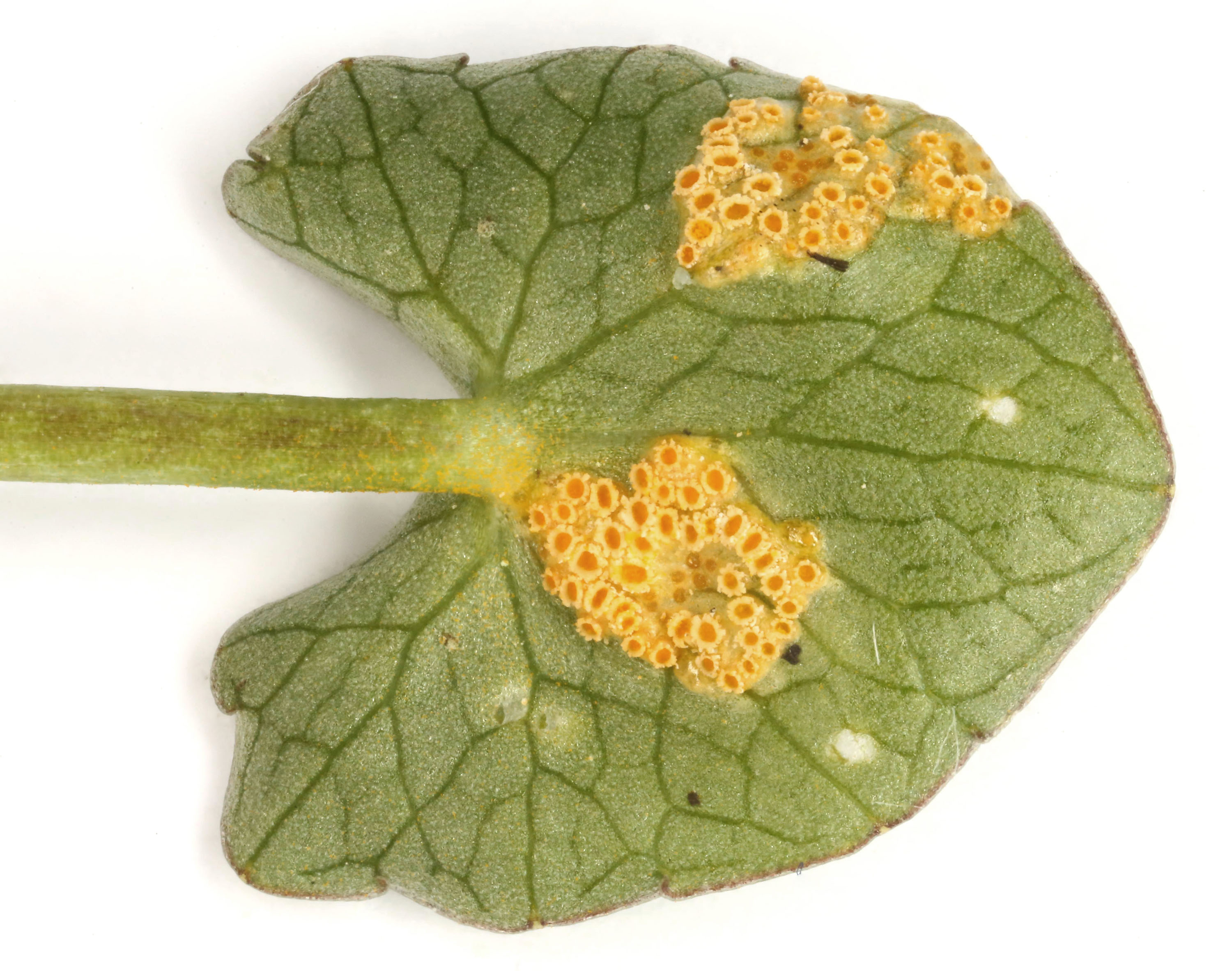
Aecia op het gewoon speenkruid
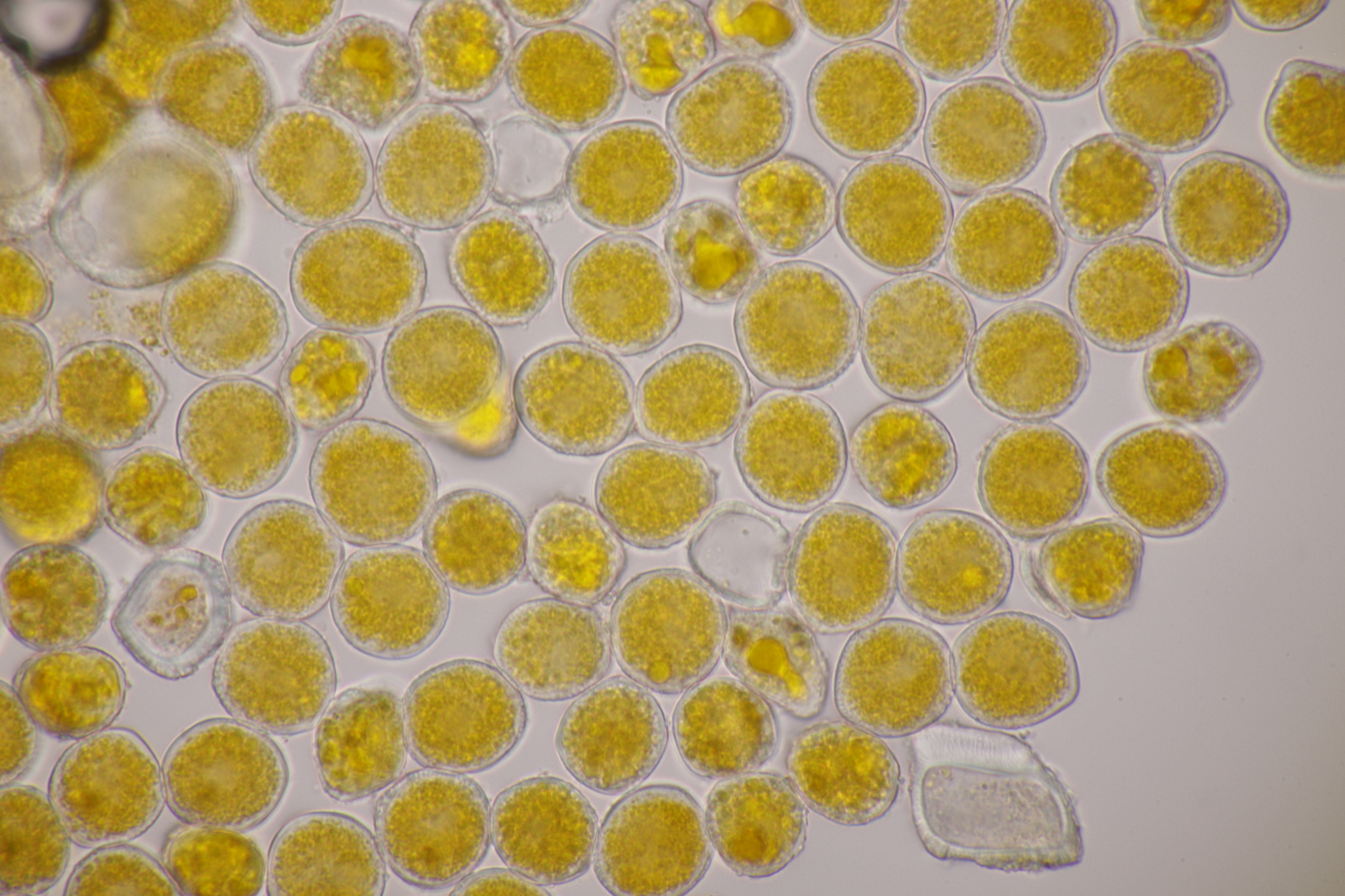
Aeciosporen op het gewoon speenkruid
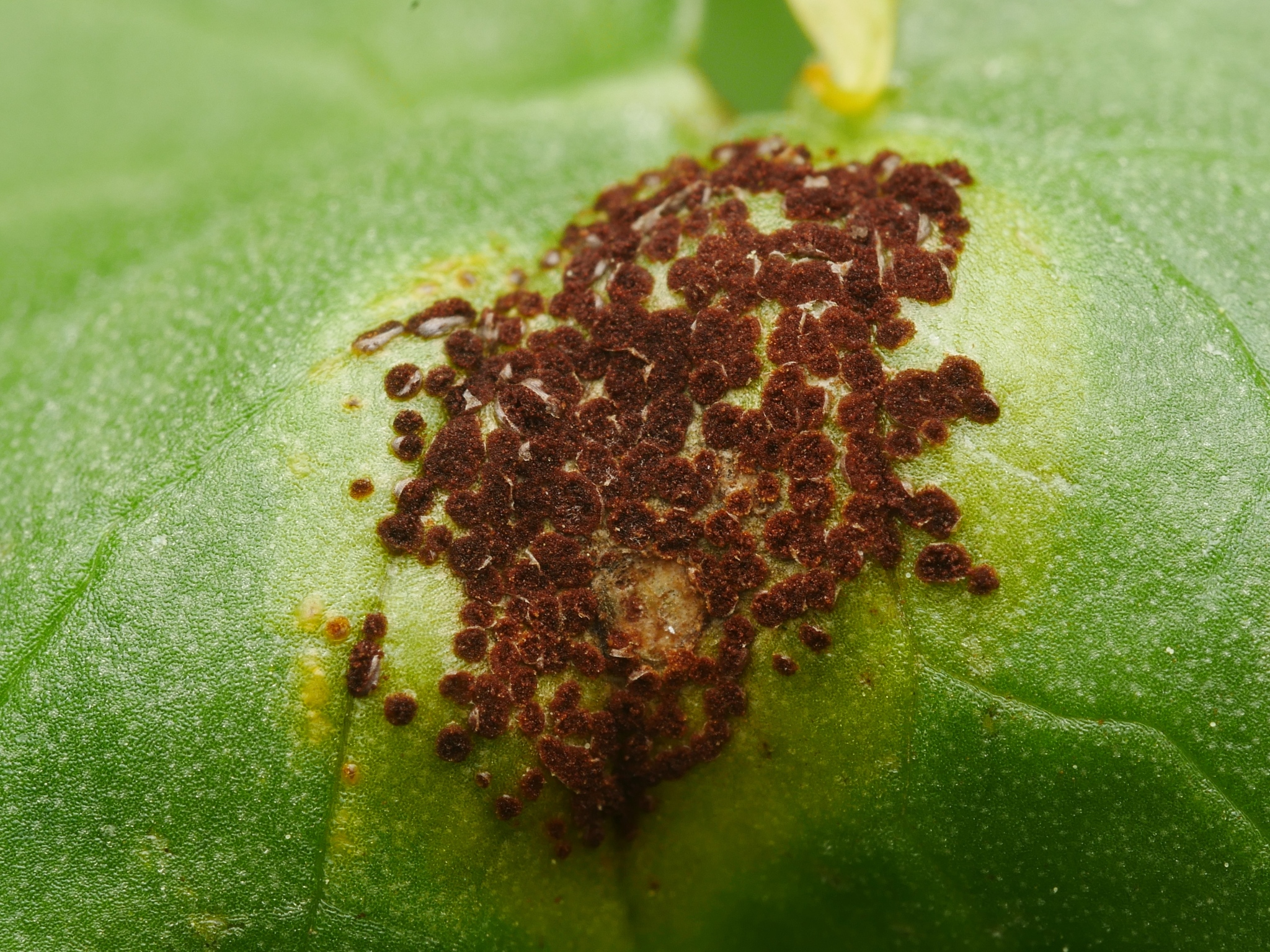
Telia
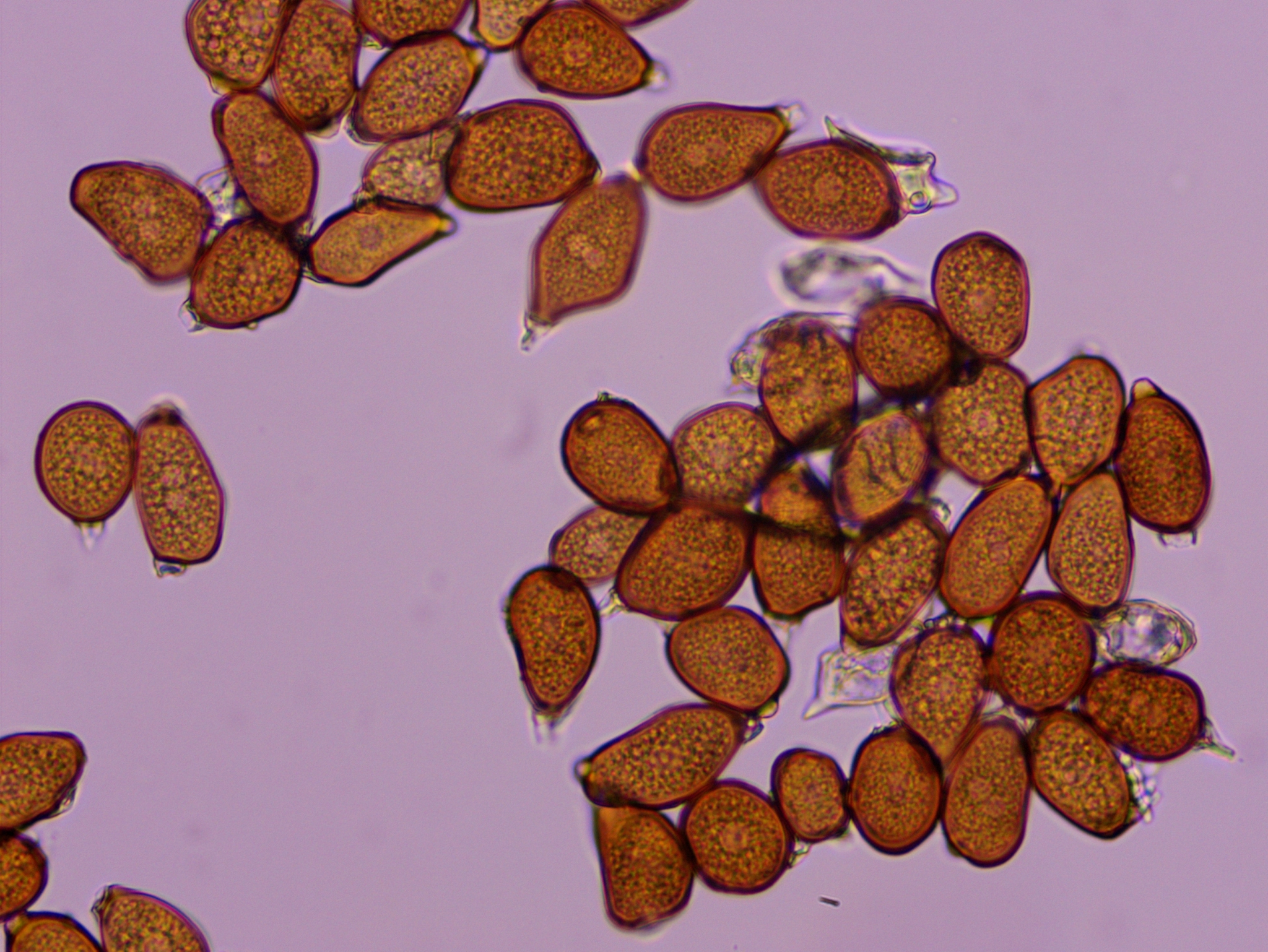
Teliosporen